# District fédéral de Crimée
Pour un article plus général, voir Crise de Crimée.
Le district fédéral de Crimée (en russe : Крымский федеральный округ) est un ancien district fédéral de Russie qui a existé du 21 mars 2014 au 28 juillet 2016, date de son incorporation dans le district fédéral du Sud.
Il comprenait la république de Crimée et la ville fédérale de Sébastopol. Son centre administratif était la ville de Simferopol.

## Caractéristiques

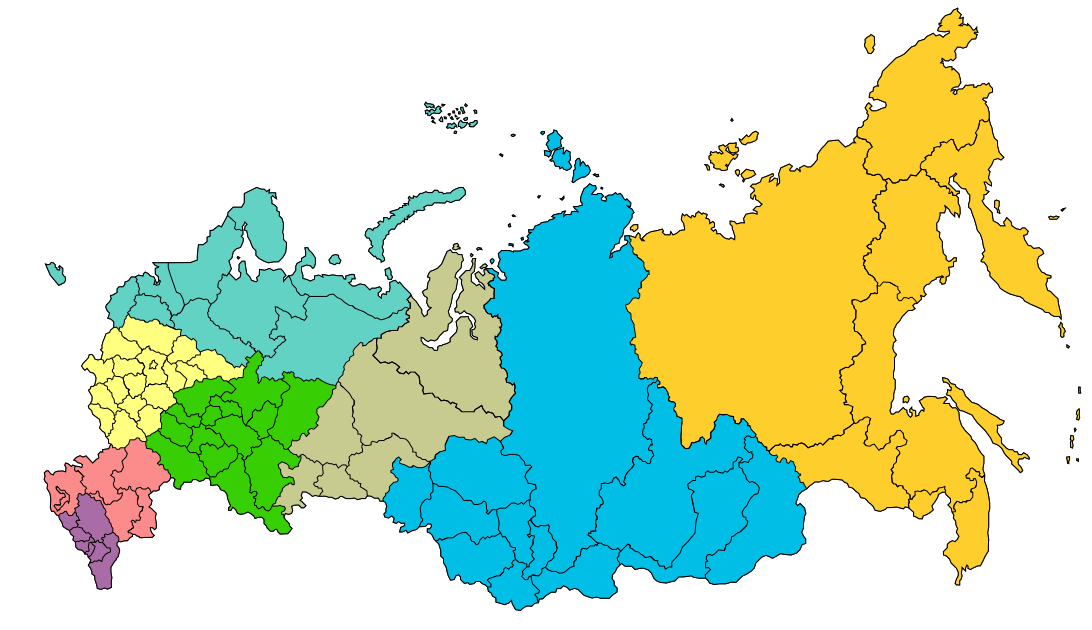
Le district fédéral de Crimée (en bleu pâle au sud-ouest, c.-à-d. en bas à gauche sur la carte) parmi les autres districts fédéraux de Russie.

Avec une superficie de 27 161 km2, le district fédéral de Crimée était le plus petit des neuf districts fédéraux de Russie.

## Subdivisions

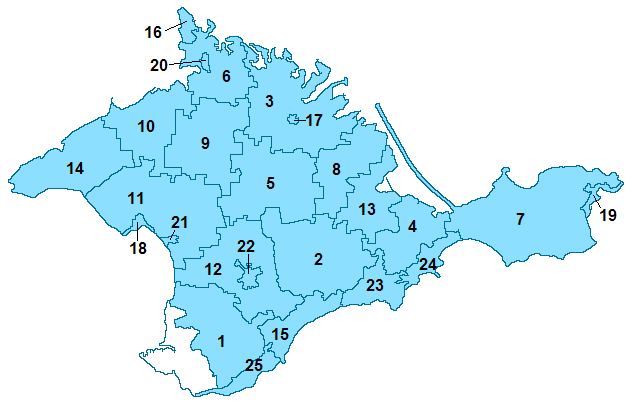
Découpage administratif : la République de Crimée en bleu ; la Ville fédérale de Sébastopol en blanc.

Le district fédéral de Crimée était composé des sujets fédéraux suivants (la capitale de chaque sujet est indiquée dans la dernière colonne) :
|                            |                            |                            | Sujet                       | Statut    | Population (2015) | Superficie (km2) | Capitale |
| 1                          |                            | République de Crimée       | République                  | 1 895 915 | 26 081            | Simferopol       |          |
| 2                          |                            | Sébastopol                 | Ville d'importance fédérale | 398 973   | 1 080             | Sébastopol       |          |
| District fédéral de Crimée | District fédéral de Crimée | District fédéral de Crimée | District fédéral            | 2 294 888 | 27 161            | Simferopol       |          |

## Démographie
Évolution de la composition ethnique de Crimée (y compris Sébastopol) de 1989 à 2014 :
| Groupe ethnique            | 1989   | 2001   | 2014   |
| -------------------------- | ------ | ------ | ------ |
| Russes                     | 67,0 % | 60,4 % | 65,3 % |
| Ukrainiens                 | 25,8 % | 24,0 % | 15,1 % |
| Tatars de Crimée et Tatars | 2,0 %  | 10,8 % | 12,1 % |

## Plénipotentiaire du président
Le représentant plénipotentiaire du président de la fédération de Russie était Oleg Belaventsev (en).